# Loreto (Bergamo)
Loreto [loˈreːto] (Lorét [loˈɾet] in bergamasco) è un quartiere del comune di Bergamo facente parte assieme ad altri quartieri (San Paolo, Santa Lucia, Longuelo) della circoscrizione 2, di cui accoglie gli uffici all'interno della Zona 167.
Prende il nome dal santuario della Beata Vergine di Loreto, già presente nel XVI secolo e dal 1863, dopo essere stato ampliato, chiesa parrocchiale.
Accoglie prevalentemente quartieri residenziali, sia di medio-alto valore immobiliare che di case popolari (Zona 167).
Il quartiere si configura come la periferia ovest dell'abitato di Bergamo, attraversato da via Broseta, direttrice in direzione di Lecco, e separato dal quartiere di Longuelo, ulteriormente ad ovest, da un colle, che segna il confine fisico dello spazio cittadino.

## Breve cronologia
- 1621, febbraio: benedizione della cappella della Santa Casa di Loreto
- 1863, 15 marzo: dedicazione della nuova chiesa parrocchiale, intitolata alla Beata Vergine Maria Immacolata, sull'onda della definizione del dogma dell'Immacolata Concezione
- 1926, 26 luglio: erezione del nuovo campanile, dopo che il precedente è stato abbattuto da un fulmine nel 1922
- 1931, 15 ottobre: benedizione dei restauri alla chiesa esistente
- Anni '70-'80: crescita demografica del quartiere, da 2.000 ad 11 000 abitanti
- 2008, 21 settembre: dedicazione della nuova chiesa di San Massimiliano Kolbe

## Storia

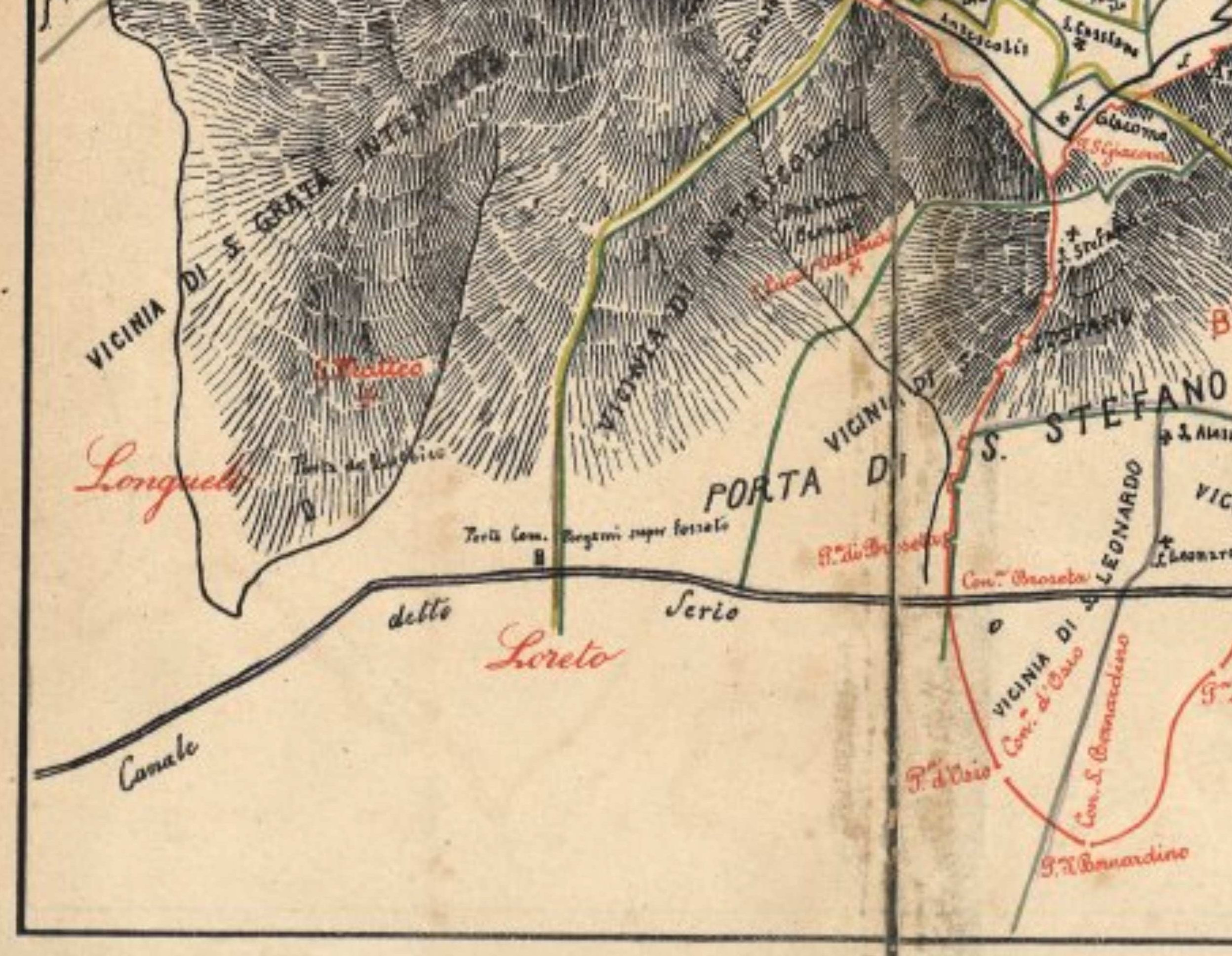
Loreto tra le vicinie di Bergamo nel XIII secolo, alla confluenza tra la Roggia Serio Grande e la strada che scende per i colli di Bergamo dalla Porta Sant'Alessandro; mappa di Angelo Mazzi, 1884

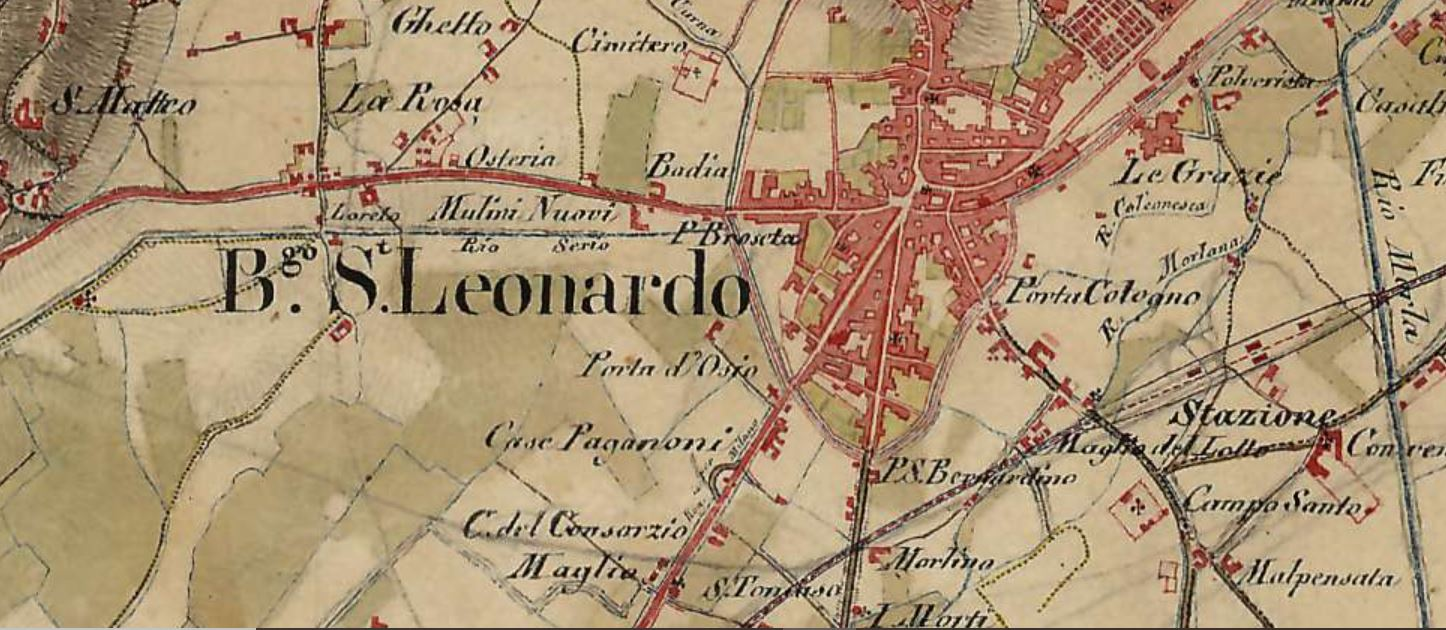
Il territorio di Loreto nelle mappe militari asburgiche degli anni 1820

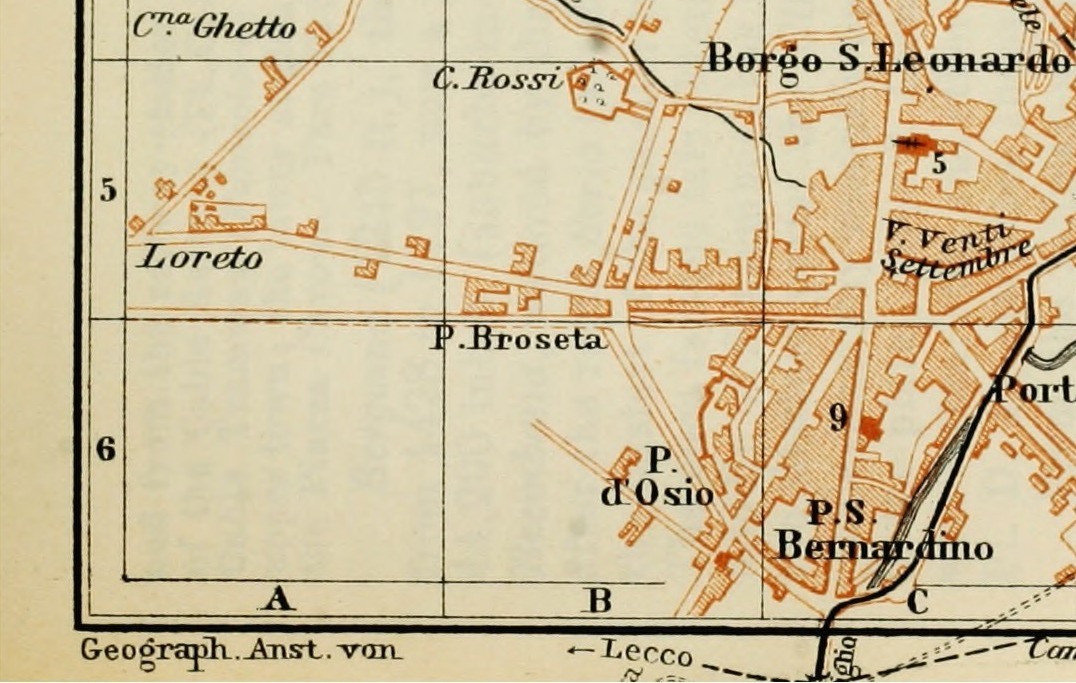
Via Broseta e Loreto in una mappa del 1893

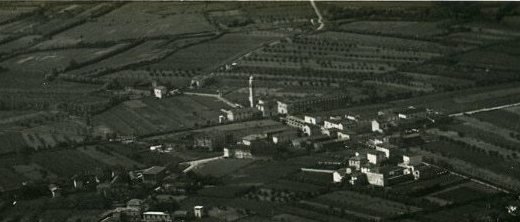
Loreto nel 1930 (vista da nord)

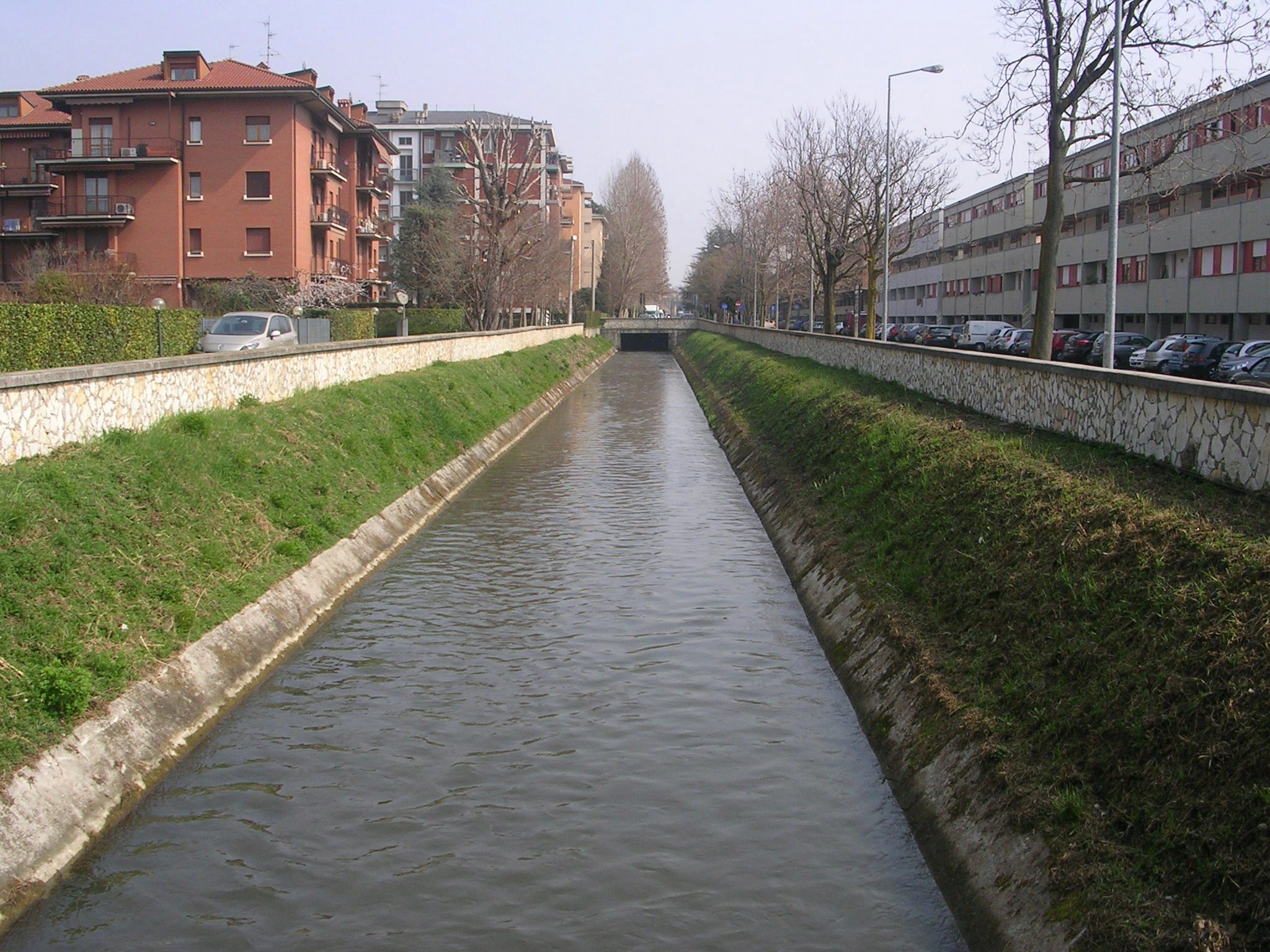
Roggia Serio Grande a Loreto (via Coghetti); sulla destra, le Case Cooperative

La zona di Loreto si trova nel medioevo al di fuori delle Muraine, le piccole mura viscontee che proteggono i borghi esterni. Dal centro del Borgo San Leonardo (oggi Piazza Pontida), via Broseta attraversava la Porta Nera per poi dirigersi, attraverso campi, mulini e coltivazioni di gelsi per i bachi da seta, in direzione del borgo di Longuelo e di Lecco.
Secondo Angelo Mazzi, la contrada di Broseta era così chiamata dal termine Burxexida, poi corretto in brusida, "brughiera". Un'altra ipotesi è che "Broseta" derivi da "bruciata" considerato che i bozzoli da cui venivano estratti i bachi necessari alla produzione della seta, molto diffusa nella zona fino alla metà del 1900, venivano successivamente bruciati. Essa si trovava tra le zone adiacenti alla città definite corpi santi. Secondo il dizionario odeporico di Giovanni Maironi da Ponte, essi erano così chiamati perché vi erano stati anticamente seppelliti i corpi dei martiri locali, divenendo meta di processioni con le reliquie dei santi patroni. Broseta faceva parte del borgo Pompiliano che nel '400, insieme a quello Fabriciano a nord, forniva alla città soldati a cavallo in caso di guerra.
I primi monumenti di cui si ha notizia storica sono tre archi in pietra, antichi portoni del borgo, uno vicino al santuario di Loreto e gli altri due verso Longuelo. L'unico rimasto è il Portone di San Matteo, che segnava l'accesso alla Benaglia, già fortezza dei conti Benaglio poi trasformata in villa. Il portone presso la chiesa di Loreto, visibile in diverse stampe d'epoca, fu raso al suolo fino alle fondamenta nel 1933 per lavori di tubazione fognaria.
Nel 1453 è documentata l'esistenza di una cappella dedicata a Santa Maria Annunciata, sul luogo dell'attuale parrocchiale.
Nel fervore controriformistico dell'inizio del XVII secolo, viene eretto un santuario dedicato alla Santa Casa di Loreto, su impeto di Francesco Moraccio, filatore di seta, e Antonio Volpe, pescatore. Il santuario, costruito accanto alla precedente cappella dell'Annunciata, ha le dimensioni della casa di Loreto, è sulla via, vicino ad un corso d'acqua e ad un bosco (il bosco della Trucca). La prima pietra viene posta il 12 settembre 1620, il santuario è inaugurato e dedicato il 6 gennaio 1622. La statua della Madonna è traslata, dal convento di Santa Lucia (oggi scomparso), il 12 giugno 1622, con una grande processione.
Il santuario di Loreto fu per secoli materia di contesa tra le parrocchie di Sant'Alessandro in Colonna e Santa Grata Inter Vites, i cui parroci reggono a turno il santuario. Il 3 aprile 1629, a seguito della bolla papale di Urbano VIII che concede al santuario di Loreto di amministrarsi da solo, il conte Benaglio forma un consiglio, eletto metà tra i parrocchiani di Sant'Alessandro e metà tra quelli di Santa Grata, creando la Confraternita della Beata Vergine di Loreto, che si raduna nella chiesa di San Bernardino. La veloce autonomia amministrativa, a soli otto anni dalla fondazione del santuario, è particolarmente significativa e testimonia dell'indipendenza degli abitanti del rione. La devozione al santuario resta comunque affare locale e popolare.
La nuova regola della Veneranda Casa in Broseta, dell'agosto 1753, contiene l'obbligo di celebrazione di una messa alla settimana.
Nel 1849 viene fatta richiesta di ampliamento del santuario, con la realizzazione di una chiesa parrocchiale in luogo della cappella dell'Annunciata, per opera dell'architetto Vincenzo de Capitani e del capomastro Giorgio Lurà. A causa della scarsità della popolazione rurale nel quartiere, il santuario diviene parrocchia solo nel 1863, per decisione del vescovo Luigi Speranza. Nel 1882, il censimento contava 1 406 abitanti di Loreto.
Il territorio originario di Loreto andava dai confini della mura a Santa Lucia, metà ripa di Borgo Canale, Broseta fino a Lapacano. Successive delimitazioni vennero con l'erezione a parrocchia di Santa Lucia nel 1928, da parte del vescovo Marelli, e di San Paolo nel 1865.
Nel 1960, Loreto aveva 5 000 abitanti. Il piano regolatore vi aveva escluso la costruzione di stabilimenti industriali, destinando il quartiere all'edilizia residenziale. Resistevano ancora diverse aziende artigianali del ferro battuto, mentre l'agricoltura era in recessione. L'oratorio si era appena dotato di un nuovo Auditorium (successivamente utilizzato come cinema e come sala di celebrazione eucaristica).
Fanno parte della storia del quartiere di Loreto:
- cascina Colombaia
- Ca' Bruciata[1]
- filanda sulla roggia Serio, riconvertita in abitazioni attorno al 2005
- segheria di via Broseta / XXIV Maggio (demolita 2005-2010)
- mulino di via Broseta / Corpo Italiano di Liberazione (demolito nel 2005)
- Monumento al Bersagliere in piazza Risorgimento (bronzo, Piero Brolis, 1971)

## La parrocchiale di Loreto

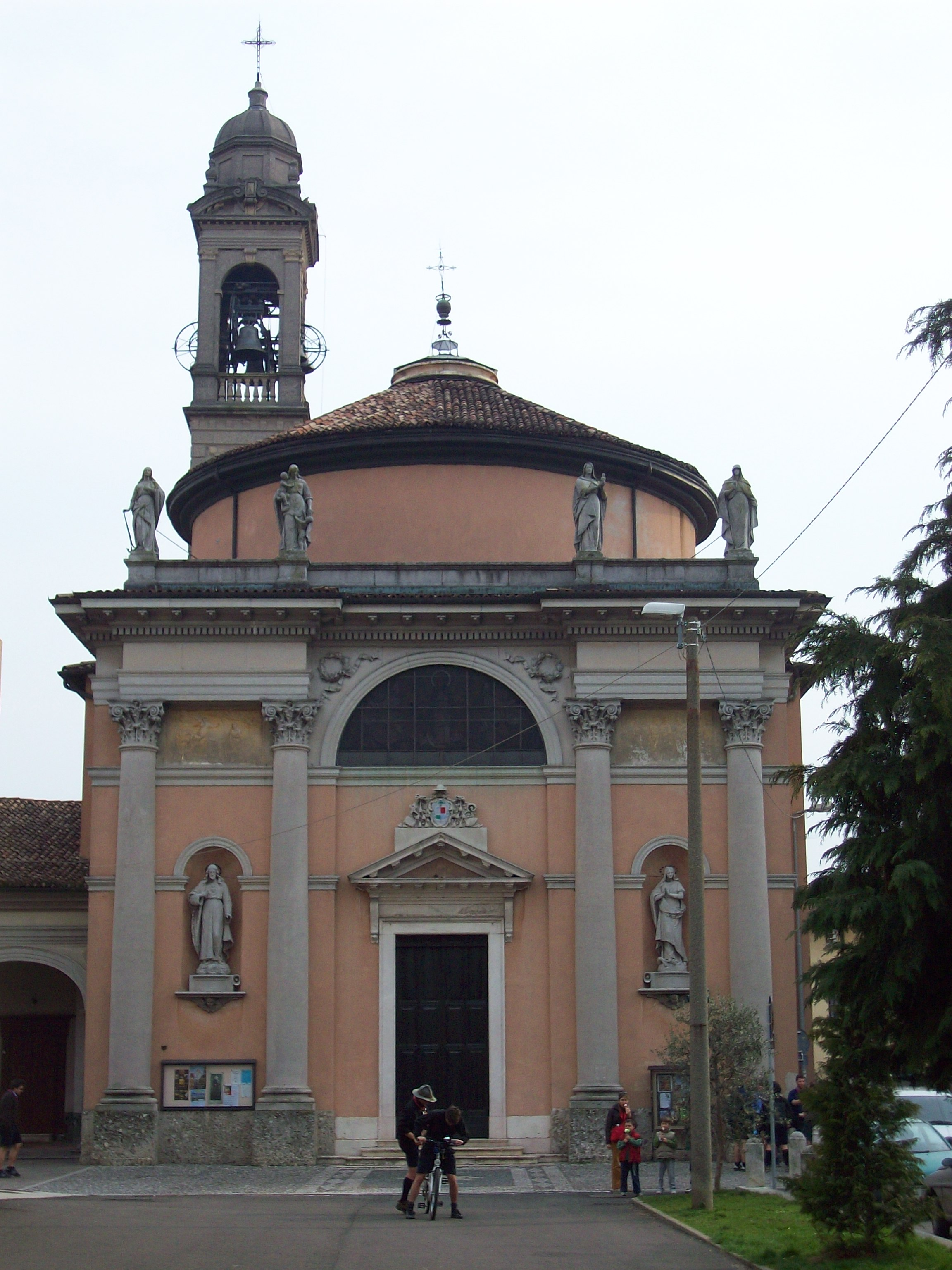
Chiesa parrocchiale della Beata Madonna di Loreto, facciata

La chiesa parrocchiale della Beata Vergine Maria di Loreto venne eretta tra il 1850 e il 1863 in stile neoclassico. La pianta è circolare, con un profondo presbiterio, con belle colonne corinzie correnti su zoccolature e plinti in marmo di Zandobbio. Il breve transetto destro ha delle colonne "egizie" discordanti col resto dell'architettura. Le vetrate con figure di santi sono della ditta Felice Foglia di Milano (1934).
La facciata fu completata nel 1888 su progetto dell'architetto Elia Fornoni, con l'aiuto di Giuseppe Zenoni per le sculture decorative e dei fratelli Fumagalli per i monocromati (1889-90). Si caratterizza per le semicolonne abbinate da segmenti di trabeazione.
Gli intonaci e le tinte dell'esterno furono rifatte nel 1978 sotto la direzione dell'architetto Carlo Dezza.
L'altare del Crocifisso è del 1941, opera della ditta Cesare Buelli su progetto dell'ing. Carlo Galizzi. Gli sbalzi sulla custodia del battistero sono di Giuseppe Guerinoni.
La chiesa contiene diverse tele di autore ignoto, in gran parte lascito del prevosto Pisoni. Vi si trova:
- la Madonna del Rosario di scuola lombarda del primo '600;
- la raffinata Natività di Maria di fine '600;
- L'estasi di San Francesco con San Bernardo, copia o replica della tela del Guercino;
- lo Sposalizio di Maria del '500 (tela riposta);
- il Trasporto della Santa Casa di Loreto tra i santi Nicola e Matteo, del '600 (tela riposta);

Sono presenti anche due angeli reggi-cero scolpiti in legno dorato del '600, e un gruppo ligneo di Sant'Anna, scolpito da Giosuè Marchesi nel 1942.
L'organo è un antico Bossi, rinnovato nel 1859 dai fratelli Pietro e Carlo Perolini e dalla ditta Balicco Bossi nel 1915.
Il campanile, sopraelevato nel 1880 da Spaiani, fu abbattuto da un fulmine nel 1922 e rifatto dall'impresa Pietro Brozzoni di Costa Serina su disegno di Dante ed Elia Fornoni nel 1925-26

## La chiesa di san Massimiliano Kolbe
Il 21 settembre 2008 viene inaugurata la nuova chiesa di San Massimiliano Maria Kolbe, prospiciente la parrocchiale, su progetto del 1999 dell'architetto Vittorio Gregotti.
La nuova chiesa viene costruita tra il 2005 e il 2008 su un prato di 50x60 metri, già destinato all'edilizia di culto, e conservato per decenni dalla parrocchia.
Già nel 1921 era corsa l'idea di una nuova chiesa, da dedicare a Cristo Re, poi congelata per scelte diocesane. Il primo impegno concreto per la costruzioni di chiesa e oratorio nuovi è del vescovo Giulio Oggioni nel 1985; il progetto del 1988 dell'ing. Franco Brignoli prevedeva di realizzare un'aula celebrativa, da complemento alla chiesa esistente, e un oratorio. Grandi vetrate dell'artista P. Costantino Ruggiero avrebbero dovuto decorare la chiesa. Il progetto non ottenne tuttavia il via libera del Comune di Bergamo.
La Gregotti Associati International spa vince in occasione del Giubileo del 2000 il concorso nazionale indetto dalla Conferenza Episcopale Italiana, che prevede strutture per la celebrazione (la nuova chiesa) e per la pastorale (aule per la catechesi, sale riunione e residenze dei sacerdoti). Due edifici, distinti funzionalmente ma adiacenti e interconnessi, sviluppati planimetricamente su tre livelli, di cui uno interrato e aperto su un patio.
La chiesa ha una superficie di 750 m2 e riprende le forme della parrocchiale, con un corpo quadrato sovrastato da un tamburo circolare. La pianta è quadrata con gli angoli rovesciati all'interno. L'altezza totale è di 14 metri di altezza, di cui 7 per il corpo centrale e 7 per il tamburo circolare. L'ingresso principale è posto a sud e preceduto da un porticato esteso su tutto il fronte della chiesa, elemento di continuità storica con il porticato seicentesco presente sull'altro lato di via Kolbe. Il secondo ingresso è sul lato ovest, aperto sul viale che dalla parrocchiale porta a via Broseta.
La chiesa è rivestita di pietra arenaria quarzifera (quarzoarenite) dell'India, in color sabbia, in lastra di 50x50 cm).
Il tamburo che sovrasta il corpo principale contiene una cupola bianca, rovesciata verso il basso, di 18 metri di diametro, appesa a 6 metri da terra, e attraversata da un tronco di cono in cartongesso, in direttrice Sud-Nord, che lascia cadere la luce naturale sull'altare.
Nel 2011 la nuova chiesa si è arricchita di un nuovo organo a canne, realizzato dall'organaro Sivio Zambetti di Curno.

## Urbanistica

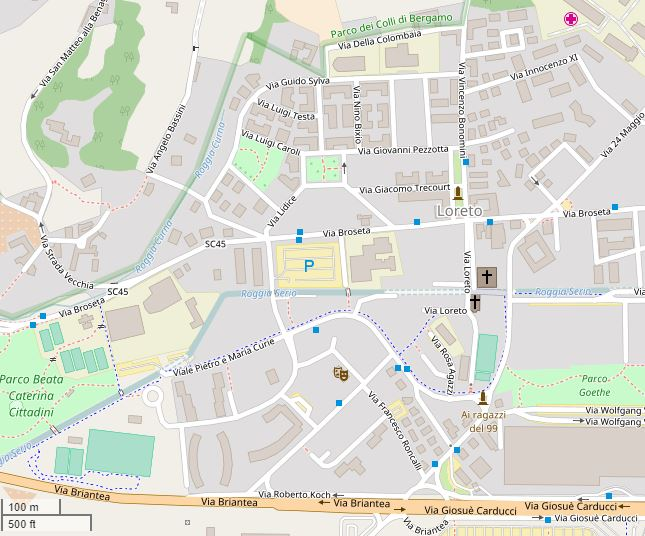
Bergamo, Loreto

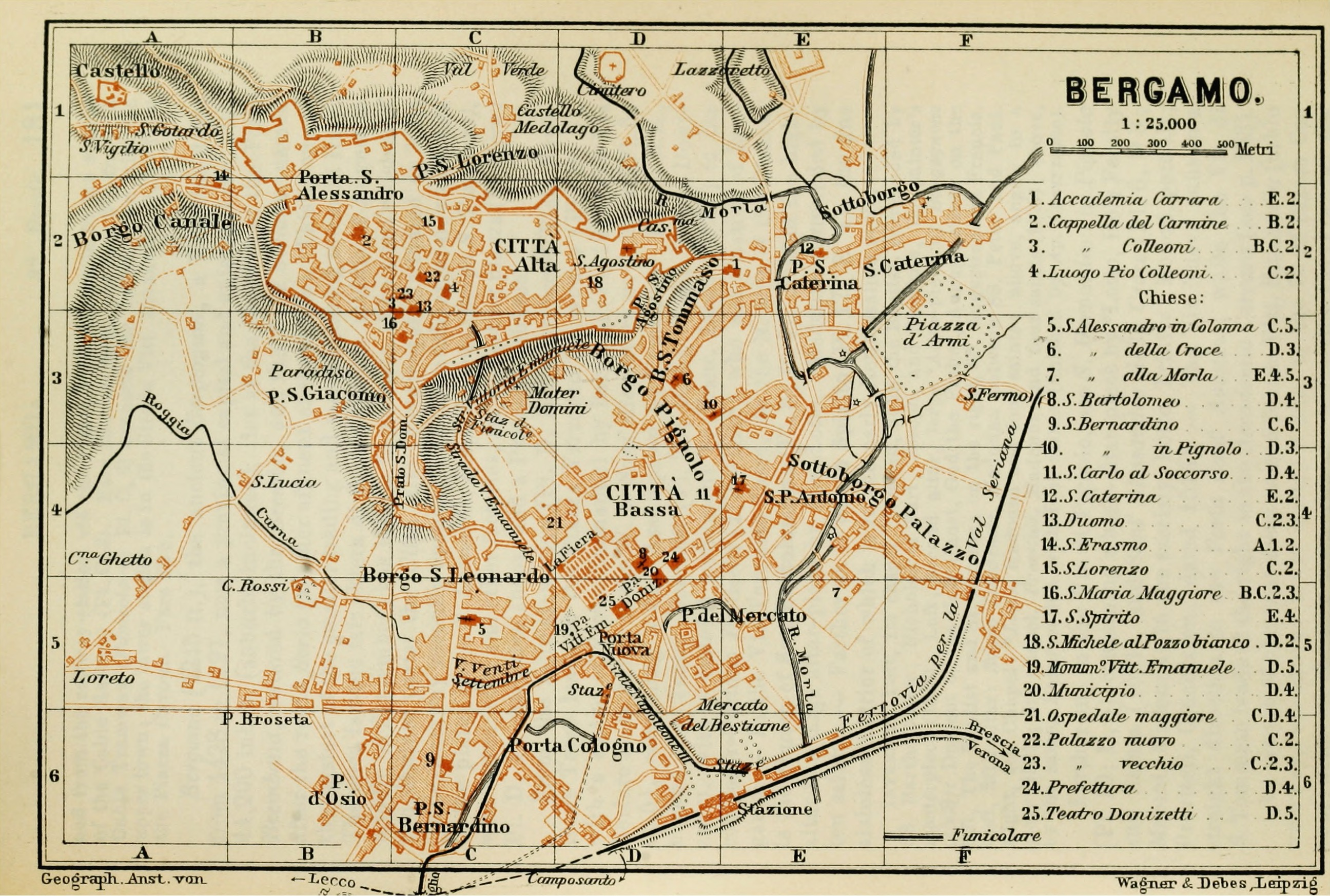
Indicazione di Loreto (via Broseta / via XXIV Maggio) ai margini occidentali di una mappa di Bergamo del 1893.

### Nuclei abitativi
- Loreto 167, attorno a Largo Roentgen
- isolato di piazza Varsavia
- isolato di piazza Risorgimento
- abitato di via Broseta
- abitato di via XXIV Maggio
- Case Cooperative di via Coghetti/Corpo Italiano di Liberazione
- Bergamo Sole  di via Goethe/Carducci (architetti G. Gambirasio, G. Zenoni, 1976/79)

### Istituzioni
- Motorizzazione civile

### Scuole
- Asili nido:
  - asilo nido di largo Lumière
  - asilo nido di via Sylva
- Scuole materne:
  - scuola materna di via Sylva
  - scuola materna di Passaggio del Filatoio
- Scuole elementari:
  - "Gianni Rodari" di via Sylva
- Scuole superiori
  - Liceo linguistico "Giovanni Falcone" (sede e succursale)
- Scuole private
  - Istituto Suore Orsoline di Somasca (materna, elementare, media)

### Parchi
- Parco Loreto
- Parco Armando Diaz
- Giardini di via Goethe (le piste)
- Giardini della Croce Rossa (2006)

Si trovano alle frontiere del quartiere:
- Centro commerciale Auchan
- Ospedali Riuniti di Bergamo
- Nuovo ospedale Beato Giovanni XXIII
- Croce Rossa
- Complesso residenziale "Terrazze Fiorite" (architetti G. Gambirasio, G. Zenoni, 1976/79)